# Ecnomiomorpha nigrivelata
Ecnomiomorpha nigrivelata är en fjärilsart som beskrevs av Walsingham 1914. Ecnomiomorpha nigrivelata ingår i släktet Ecnomiomorpha och familjen vecklare. Inga underarter finns listade i Catalogue of Life.